# Anders-Ersatjärnen
Anders-Ersatjärnen är en sjö i Arvidsjaurs kommun i Lappland och ingår i Åbyälvens huvudavrinningsområde.